# Hrvatski odbojkaški kup Snježane Ušić 2021./22.
Hrvatski odbojkaški kup Snježane Ušić za seniorke za sezonu 2021./22. je osvojila "Marina Kaštela" iz Kaštel Gomilice.

## Rezultati

### Osmina završnice
| rb | datum              | mjesto odigravanja                            | par                                              | rez. | setovi                     | napomene | izvještaj |
| -- | ------------------ | --------------------------------------------- | ------------------------------------------------ | ---- | -------------------------- | -------- | --------- |
| 1. | 20. studenog 2021. | Karlovac, ŠSD Mladost                         | Karlovac - Mladost Zagreb                        | 0:3  | 8:25, 12:25, 19:25         |          |           |
| 2. | 21. prosinca 2021. | Pula, dvorana OŠ Veli Vrh                     | Veli Vrh Pula - Marina Kaštela (Kaštel Gomilica) | 0:3  | 12:25, 12:25, 21:25        |          |           |
| 3. | 21. studenog 2021. | Zadar, ŠD Krešimir Čosić                      | Zadar - Kaštela (Kaštel Stari)                   | 0:3  | 22:25, 14:25, 16:25        |          |           |
| 4  | 20. studenog 2021. | Osijek, NŠD Gradski vrt                       | Osijek - Dinamo Zagreb                           | 0:3  | 23:25, 20:25, 13:25        |          |           |
| 5. | 20. studenog 2021. | Dubrovnik, SD Gospino Polje                   | Dubrovnik - Brda Split                           | 3:0  | 25:23, 25:20, 25:22        |          |           |
| 6. | 28. studenog 2021. | Zagreb, SD Sutinska Vrela                     | Olimpik Zagreb - Split                           | 1:3  | 25:21, 16:25, 14:25, 20:25 |          |           |
| 7. | 30. studenog 2021. | Rijeka, SD Dinko Lukarić                      | Drenova Rijeka - Rijeka CO                       | 0:3  | 12:25, 18:25, 17:25        |          |           |
| 8. | 21. studenog 2021. | Nova Gradiška, Dvorana Elektro-tehničke škole | Nova Gradiška - Enna Vukovar                     | 0:3  | 8:25, 25:27, 18:25         |          |           |

### Četvrtzavršnica
| rb  | datum              | mjesto odigravanja                 | par                                          | rez. | setovi                     | napomene | izvještaj |
| --- | ------------------ | ---------------------------------- | -------------------------------------------- | ---- | -------------------------- | -------- | --------- |
| 9.  | 3. veljače 2022.   | Vukovar, dvorana OŠ D. Tadijanović | Enna Vukovar - Mladost Zagreb                | 0:3  | 9:25, 17:25, 20:25         |          |           |
| 10. | 14. prosinca 2021. | Rijeka, Dvorana Mladosti           | Rijeka CO - Marina Kaštela (Kaštel Gomilica) | 0:3  | 20:25, 8:25, 16:25         |          |           |
| 11. | 9. prosinca 2021.  | Dubrovnik, SD Gospino Polje        | Dubrovnik - Kaštela (Kaštel Stari)           | 0:3  | 20:25, 21:25, 15:25        |          |           |
| 12. | 5. prosinca 2021.  | Split, SC Poljud                   | Split - Dinamo Zagreb                        | 1:3  | 16:25, 28:26, 17:25, 11:25 |          |           |

### Poluzavršnica
| rb  | datum             | mjesto odigravanja                  | par                                               | rez. | setovi                            | napomene | izvještaj |
| --- | ----------------- | ----------------------------------- | ------------------------------------------------- | ---- | --------------------------------- | -------- | --------- |
| 13. | 10. veljače 2022. | Zagreb, SD Peščenica                | Dinamo Zagreb - Kaštela (Kaštel Stari)            | 2:3  | 25:21, 25.18, 20:25, 18:25, 13:15 |          |           |
| 14. | 26. veljače 2022. | Zagreb, Dom odbojke - Bojan Stranić | Mladost Zagreb - Marina Kaštela (Kaštel Gomilica) | 0:3  | 24:26, 22:25, 18:25               |          |           |

### Završnica
| par | datum           | mjesto odigravanja       | klub1                  | klub2                            | rez. | setovi              | napomene                        | izvještaj |
| --- | --------------- | ------------------------ | ---------------------- | -------------------------------- | ---- | ------------------- | ------------------------------- | --------- |
| 15. | 9. ožujka 2022. | Kaštel Stari, GD Kaštela | Kaštela (Kaštel Stari) | Marina Kaštela (Kaštel Gomilica) | 0:3  | 13:25, 17:25, 18:25 | "Marina Kaštela" pobjednik kupa |           |

## Vanjske poveznice
- natjecanja.hos-cvf.hr, Hrvatska odbojkaška natjecanja
- hos-cvf.hr, Hrvatski odbojkaški savez
- odbojka.hr  Arhivirana inačica izvorne stranice od 21. srpnja 2019. (Wayback Machine)
- crovolleyball.com  Arhivirana inačica izvorne stranice od 3. lipnja 2021. (Wayback Machine)